# San Miguel, Morelos
San Miguel är en ort i Mexiko.   Den ligger i kommunen Morelos och delstaten Michoacán de Ocampo, i den centrala delen av landet, 250 km väster om huvudstaden Mexico City. San Miguel ligger 2 302 meter över havet och antalet invånare är 217.
Terrängen runt San Miguel är kuperad. Runt San Miguel är det ganska tätbefolkat, med 56 invånare per kvadratkilometer. Närmaste större samhälle är Puruándiro, 13,7 km nordväst om San Miguel. I omgivningarna runt San Miguel växer huvudsakligen savannskog.